# 雅克·塞纳尔
雅克·塞纳尔（法語：Jacques Senard，1919年11月21日—2020年9月22日），法国外交官。

## 生平
1919年生于科多尔省科尔戈卢万。他的祖上曾被教皇封为伯爵。他童年学过音乐，1947年毕业于国家行政学院，进入外交部工作。他首先在欧洲和北约担任新闻记者，随后在1967年至1969年担任外交部秘书长助理。1969年至1972年，他担任乔治·蓬皮杜总统的礼宾负责人。1972年出任法国驻荷兰大使。
1974年9月13日，恐怖组织“日本赤军”的成员占领了法国驻荷兰大使馆，将雅克·塞纳尔等10人扣为人质，要求法国政府释放关押在监狱里的同伙。法国政府被迫答应了该条件。雅克·塞纳尔获释时，已经有将近60小时未进食。他继续担任大使，直到1976年7月28日卸任。随后改任驻埃及大使，1979年回国任外交部监察总局局长。1981年2月17日任法国驻意大利大使。但仅上任数月便奉调回国，任法国政府外交顾问。1983年5月17日任法国与西德部级间交流合作委员会主席。1984年11月退休。
2020年9月22日在阿爾勒逝世。

## 荣誉
- 法國榮譽軍團勳章（2016年）[12]
- 法国国家功勋勋章